# Stratford (metrostation)
Stratford is een station van de Londense metro aan de Central Line en de Jubilee Line.

## Geschiedenis
In 1933 werd het openbaar vervoer in Londen genationaliseerd in de London Passenger Transport Board (LPTB) die alle metrobedrijven de eenvormige uitgang Line gaf. Om een samenhangend net te vormen, knelpunten in het net op te lossen en nieuwe woonwijken op de metro aan te sluiten kwam LPTB met het New Works Programme 1935-1940. 

### Central Line
Een van de projecten uit het New Works Programme was de overname van twee spoorlijnen ten noordoosten van Stratford door de LPTB. Deze lijnen zouden worden geëlektrificeerd en onderdeel worden van de metro ten behoeve van het woon-werkverkeer. De fysieke aansluiting op het metronet bestond uit tunnels tussen Liverpool Street en Stratford als verlenging van de Central Line aan de oostkant. De bestaande sporen werden via een tunnel tussen Stratford en Leyton gekoppeld aan deze verlenging, terwijl de aftakking tussen Ilford en Newbury Park werd opgeheven. De bouw begon in 1935, het leggen van de sporen begon echter pas na de Tweede Wereldoorlog. De reizigersdienst tussen Liverpool Street en Stratford begon op 4 december 1946, ten oosten van Stratford begonnen de diensten op 5 mei 1947. De sporen van de Central line werden in Stratford tussen de sporen van de LNER gelegd om een overstap op hetzelfde perron mogelijk te maken.  

### Jubilee Line
In 1965 werd de Fleet Line voorgesteld als project na de Victoria Line voor een lijn tussen het noordwesten en het zuidoosten via tunnels onder Fleet Street. Het eerste deel van de lijn werd geopend in 1979, maar de delen twee, onder Fleet Street, en drie, ten oosten van Fenchurch Street, kwamen er niet. Gedurende de regering Thatcher gebeurde er niets en in 1992 kwam er een nieuw tracé besluit waarin de route langs de spoorwegstations aan de zuidkant van de Theems gelegd werd en aan de oostkant naar Stratford ten noorden van de Theems zou afbuigen. De aanleg van deze zogeheten Jubilee Extension begon in 1993 en op 14 mei 1999 begon de reizigersdienst tussen Stratford en North Greenwich. Op 22 december 1999 was de hele verlenging in gebruik en sindsdien rijdt de Jubilee Line tussen Stanmore en Stratford.
De drie kopsporen van de Jubilee Line liggen op maaiveldniveau vrijwel haaks op de sporen van de Central Line op de spoordijk.